# Torneo de Estocolmo 2012
El If Stockholm Open 2012 es un torneo de tenis que pertenece a la ATP en la categoría de ATP World Tour 250. El evento se llevará a cabo en Estocolmo, Suecia, del 15 de octubre al 21 de octubre de 2012 sobre canchas duras bajo techo.

## Cabeza de serie
| Tenista            | Ranking | N.º |
| Jo-Wilfried Tsonga | 6       | 1   |
| Tomáš Berdych      | 7       | 2   |
| Nicolás Almagro    | 11      | 3   |
| Florian Mayer      | 25      | 4   |
| Feliciano López    | 29      | 5   |
| Mijaíl Yuzhny      | 30      | 6   |
| Marcos Baghdatis   | 36      | 7   |
| Jarkko Nieminen    | 37      | 8   |

- Los cabezas de serie están basados en el ranking ATP del 8 de octubre de 2012.

## Campeones

### Individual Masculino
Jo-Wilfried Tsonga  vs.  Tomáš Berdych.

### Dobles Masculino
Robert Lindstedt /  Nenad Zimonjic vs.  Marcelo Melo /  Bruno Soares.